# Раи
Раи́ Со́уза Вие́йра ди Оливе́йра (порт.-браз. Raí Souza Vieira de Oliveira; род. 15 мая 1965, Рибейран-Прету, Сан-Паулу) — бразильский футболист, атакующий полузащитник, чемпион мира 1994 года, младший брат Сократеса. Двукратный победитель Кубка Либертадорес и Межконтинентального кубка (1992 и 1993) в составе «Сан-Паулу».
После завершения карьеры футболиста занимается благотворительностью.
В декабре 2013 года был награждён орденом Почётного легиона.

## Карьера
7 декабря 2017 года назначен исполнительным директором департамента футбола (diretor executivo de futebol) клуба «Сан-Паулу». 1 февраля 2021 покинул свою должность сразу после увольнения главного тренера «Сан-Паулу» Фернандо Диниса.

## Достижения

### Командные
- Чемпион мира (1): 1994
- Чемпион Бразилии (1): 1991
- Чемпион Франции (1): 1994
- Лига Паулиста (6): 1987, 1989, 1991, 1992, 1998, 2000
- Кубок Франции (3): 1993, 1995, 1998
- Кубок французской лиги по футболу (2): 1995, 1998
- Кубок Либертадорес (2): 1992, 1993
- Кубок обладателей кубков УЕФА (1): 1996
- Межконтинентальный кубок (2): 1992, 1993
- Stanley Rous Cup (London): 1987
- Amizade Tournament: 1992
- Mexico City’s Tournament: 1989
- Guadalajara Tournament: 1989
- Barcelona Cup: 1991, 1992
- Ramon de Carranza Trophy: 1992
- Theresa Herrera Trophy: 1992
- Santiago de Chile Tournament: 1993

### Личные
- Обладатель «Серебряного мяча» (по версии журнала «Плакар»): 1989, 1991, 1992
- Лучший бомбардир штата Сан-Паулу: 1991
- Лучший игрок финального матча Межконтинентального Кубка: 1992
- Лучший игрок ЮА (по версии газеты «Эль Паис», Уругвай): 1992
- Лучший игрок Франции: 1995, 1996